# Municipio de Skinnskatteberg
Skinnskatteberg (en sueco: Skinnskattebergs kommun) es un municipio de la provincia de Västmanland, Suecia. Su sede se encuentra en la localidad de Skinnskatteberg. El municipio actual se creó en 1952 cuando la ciudad de Skinnskatteberg se fusionó con Gunnilbo y Hed.

## Localidades
Hay dos áreas urbanas (tätort) en el municipio:
| # | Tätort          | Población |
| - | --------------- | --------- |
| 1 | Skinnskatteberg | 2349      |
| 2 | Riddarhyttan    | 294       |